# José Alcántara Almánzar
José Alcántara Almánzar nació en Santo Domingo, República Dominicana, el 2 de mayo de 1946. Es educador, narrador, ensayista y crítico literario.

## Trayectoria profesional
Casado con la escritora Ida Hernández Caamaño (1949) desde 1971, es padre de Ernesto (1974), Yelidá (1976) y César (1980) Alcántara Hernández. Durante siete lustros trabajó como educador en el Colegio Loyola, Santo Domingo (1969-1973), el Instituto Cultural Domínico Americano (1972-1974), la Universidad Autónoma de Santo Domingo (UASD, 1973), la Universidad Nacional Pedro Henríquez Ureña (UNPHU, 1974-1984), y el Instituto Tecnológico de Santo Domingo (INTEC, 1981-2001), donde impartió cursos de sociología. Fue profesor Fulbright (1987-1988) en Stillman College, Alabama, Estados Unidos, donde enseñó cursos de Cultura y Literatura del Caribe. Se retiró de su carrera como profesor en enero de 2001.
Fue el primer presidente de la Asociación Dominicana de Sociólogos (1977-1979), miembro del Jurado de Ensayo de los Premios Siboney (1980-1985) y del Consejo de Investigaciones del Instituto Tecnológico de Santo Domingo (1983-2001). Participó como colaborador del diccionario Caribbean Writers: A Bio-Bibliographical Critical Encyclopedia (1979). Ha sido jurado del concurso de cuento de Casa de las Américas, La Habana, Cuba. Se ha desempeñado como asesor editorial de varias instituciones culturales y desde hace un cuarto de siglo es asesor de la Fundación Corripio Incorporada. El 25 de agosto de 1995 ingresó al Banco Central de la República Dominicana como subdirector de la biblioteca «Juan Pablo Duarte» y el 16 de febrero de 1996 fue designado Director del Departamento Cultural, posición que desempeña hasta el presente, con el rango de subgerente.

## Carrera literaria
Desde 1970 ha publicado más de 815 artículos y ensayos en suplementos literarios («Isla Abierta», periódico Hoy) y revistas nacionales («Ahora») y extranjeras. 
En su calidad de autor ha publicado cinco colecciones de cuentos, nueve libros de ensayos literarios, diez antologías personales, de autores nacionales y de temas de sociología, y en 2003 unas memorias institucionales para el Grupo León Jimenes, tituladas Huella y memoria: E. León Jimenes. Un siglo en el camino nacional (1903-2003), escritas en colaboración con Ida Hernández Caamaño, su esposa. Su obra narrativa ha sido objeto de una tesis de maestría en traducción, realizada por Luis Alejandro Guzmán Valerio (Puerto Rico), dos tesis doctorales, escritas por las académicas Nívea de Lourdes Torres Hernández (Puerto Rico) y Carmen Benítez de Morales (Estados Unidos de América).

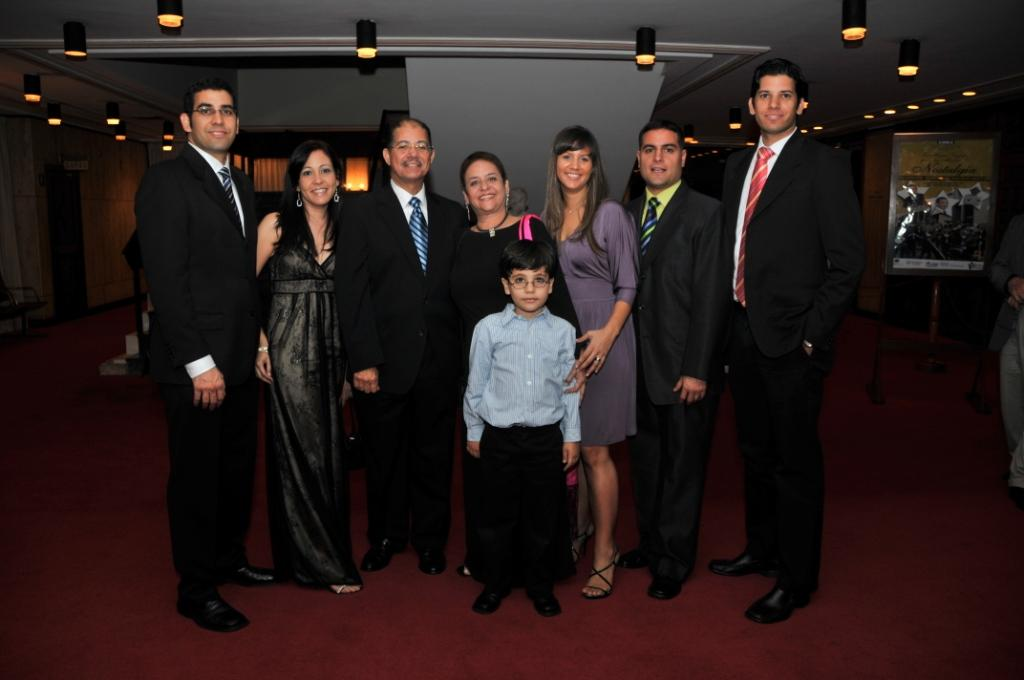
Con su familia en el Teatro Nacional, cuando obtuvo el Premio Nacional de Literatura (25/02/2009).

## Obras publicadas
- Antología de la literatura dominicana (1972).
- Viaje al otro mundo (1973).
- Callejón sin salida (1975).
- Testimonios y profanaciones (1978).
- Estudios de poesía dominicana (1979).
- Imágenes de Héctor Incháustegui Cabral (1980).
- Las máscaras de la seducción (1983).
- Hombre y sociedad. Lecturas escogidas (Compilador, 1983).
- Narrativa y sociedad en Hispanoamérica (1984).
- Hombre y sociedad. Guía didáctica (Editor, junto a Antonio Menéndez  Alarcón, 1987).
- La carne estremecida (1989). Los Suvrividores Frisados
- Los escritores dominicanos y la cultura (1990).
- El sabor de lo prohibido. Antología personal de cuentos (1993).
- Dos siglos de literatura dominicana (S. XIX y XX). Poesía y prosa (en colaboración con Manuel Rueda, 1996).
- Panorama sociocultural de la República Dominicana (en español, inglés y francés, 1997).
- La aventura interior (1997).
- Antología mayor de la literatura dominicana. Siglos XIX y XX. Poesía y Prosa (en colaboración con Manuel Rueda, 2000).
- El enigma de las máscaras : la cuentística de José Alcántara Almánzar (Por: Nívea de Lourdes Torres Hernández, Editorial Isla Negra, Puerto Rico, 2002).
- Huella y memoria. E. León Jimenes: Un siglo en el camino nacional (1903-2003), en colaboración con Ida Hernández Caamaño (2003).
- Presagios de la noche (Editorial Isla Negra, Puerto Rico, 2005).
- Catálogo de la Colección del Banco Central (en colaboración con Luis José Bourget, 2010).
- El lector apasionado [Ensayos sobre literatura] (2010).
- Palabras andariegas. Escritos sobre literatura y arte (Isla Negra, 2011).
- Espejos de agua. Cuentos escogidos (2016).
- Cuentos para jóvenes (2017).
- Reflejos del siglo veinte dominicano (2017).
- Where the Dream Ends (traducción de Lizabeth Paravisini-Gebert con Cecilia Graña, Caribbean Studies Press, 2018).
- Catálogo de la Colección del Banco Central 2008-2018 (en colaboración con Luis José Bourget, 2018).
- Hijos del silencio. Ensayos (Editorial Isla Negra, Puerto Rico, 2018).
- Memoria esquiva (2021).
- Manuel Rueda, único (2021).

## Publicaciones en el exterior y otras
A partir de 1970, ha publicado más de 815 artículos y ensayos en suplementos literarios («Isla Abierta», periódico Hoy) y revistas nacionales («Ahora») y extranjeras. Sus cuentos han aparecido en una docena de antologías en la República Dominicana, así como en:
- Puerto Rico: Presagios de la noche. Estudio preliminar de Nívea de L. Torres Hernández, Isla Negra Editores, Colección El Canon Secuestrado; Dimensiones y maestros del cuento. en Retorno. Revista Independiente de Literaturas y Lengua Hispánicas. «Invitado de honor» (agosto-diciembre, 2017), pp.13-16; Entrevista de Miguel Ángel Náter a José Alcántara Almánzar. en Retorno. Revista Independiente de Literaturas y Lengua Hispánicas. (agosto-diciembre, 2017), pp.17-24.
- Colombia: «Rumbo al mar», en la antología preparada por Avelino Stanley, Ruptura del límite. Cuentos dominicanos. Bogotá, Cangrejo Editores, 2010;
- Estados Unidos: «En carne viva», Voces de Hispanoamérica. Antología. Selección de Raquel Chang-Rodríguez y Malva E. Filer, Boston, Heinle & Heinle Publishers, 1996); «My Singular Irene», 1989, que sirvió de base para la grabación realizada por el actor Leonard Nimoy para el programa SymphonySpace en febrero de 2004, y también apareció en el libro Making Callaloo. 25 Years of Black Literature, editado por Charles Henry Rowell, New York, St. Martin’s Griffin, 2005; «Lulu or the Metamorphosis», 1995, «Travelers», 1996, «Eva’s Obsession», 2000), «Tempations», 2000, «With Dad at Madame Sophie’s», 2000, «Lefty», 2000, «He and She at the End of an Afternoon», 2001; «Ruidos», Revista Baquiana, 2012; Traducciónes al inglés por Luis Guzmán Valerio: «Enigma». Delos: A Journal of Translation and World Literature. Vol. 34, N.º 1, pp. 4–9, 2019; «The Test». Delos: A Journal of Translation and World Literature. Vol. 34, N.º 2, pp. 200-208, 2019 «Seaward Bound». Sargasso: A Journal of Caribbean Literature, Language & Culture. vol. 2,2007-2008, pp. 17-22; «La especialidad fugitiva del recuerdo : La ciudad en la narrativa de José Alcántara Almánzar»,  «Like a Night with Legs Wide Open». Instituto Cervantes at Harvard University (FAS): Observatory of the Spanish Language and Hispanic Cultures in the United States. 2019; Carmen Benítez Morales. Sargasso: A Journal of Caribbean Literature, Language & Culture. num. 2; 2008-2009: p 71-82.; «The Queen and her Secret». BODY,  May 29, 2019, https://bodyliterature.com/2019/05/29/jose-alcantara-almanzar/.
- México: «Antes y después del silencio» («Tres narradores del Caribe») en Cambio 11 (abril-junio, 1978).
- España: Cuentos dominicanos (una antología), selección y epílogo de Danilo Manera, Madrid, Editorial Siruela, 2000; «Lulú o la metamorfosis», Temblor de isla. Muestrario del cuento dominicano, José Rafael Lantigua [Editor]. Madrid, Huerga y Fierro Editores, 2019, pp.79-91.
- Islandia: «Hin ótrúlega Irene». Svo Faguraenar og friósamar, 2008.
- Italia: «L 'insolita Irene», «In alto mare», «Lulú o la metamorfosi». I cactus non temono il vento. Racconti da Santo Domingo a cura di Danilo Manera. Milano, Giangiacomo Feltrinelli Editore, 2000; «In alto mare», «Presagi». L'immaginazione 162, 1999.
- Bulgaria: Reni Marchevska, El cuento hispanoamericano actual. Antología, 2002;
- Cuba: «Como una noche con las piernas abiertas», en la antología de Emmanuel Tornés Reyes, Contar es un placer; La Habana, abril de 2007;
- Alemania: «Das tote Kind», 1989;
- Francia «Bruits», La Revue de la Nouvelle;
- Islandia, en la Antología Tan verdes y fértiles. Cuentos de Cuba, Puerto Rico y la República Dominicana, de Kristín Gudrún Jonsdóttir y Erla Erlendsdóttir, 2008.

## Premios y distinciones
Por su labor literaria y académica ha obtenido varios reconocimientos y distinciones: 
- Profesor Meritorio del INTEC en dos ocasiones.

- Las máscaras de la seducción (Premio Anual de Cuento, 1984).

- La carne estremecida (Premio Anual de Cuento,1990).

- Premio a la Excelencia Periodista J. Arturo Pellerano Alfau como Crítico (1996).

- Caonabo de Oro como Escritor (1998).

- Medalla al Mérito «Virgilio Díaz Grullón» (2008).

- Premio Nacional de Literatura (2009).

- Reconocimiento del Ateneo Dominicano como escritor (2009).

- Pluma de la Excelencia como Escritor (Logomarca, 2010).

- Un Día con un Autor y su obra (INTEC, 2010).

- Miembro de la directiva de la revista Cuadrivium (Universidad de Puerto Rico).

- Miembro honorario de la Revista Estudios Hispánicos (Puerto Rico, 2019).
- Premio Anual de Ensayo «Pedro Henríquez Ureña» 2022, por Manuel Rueda, único (2021).
- Miembro de número de la Academia Dominicana de la Lengua (2024).